# Pauridia longituba
Pauridia longituba là một loài thực vật có hoa thuộc họ Hạ trâm. Loài này được Mary Fraser Thompson mô tả khoa học đầu tiên năm 1972.